# TVCuatro
TVCuatro (estilizado como tvcuatro y TV4), es una televisora pública descentralizada del Gobierno del Estado de Guanajuato cuya estación base es XHLEG-TDT. Es administrada por la "Dirección General de la Unidad de Televisión de Guanajuato" (UTEG). Gran parte de su programación son de BBC y la Deutsche Welle, además de los canales Canal Once y Canal 22, estos últimos de la Ciudad de México. Sus instalaciones y transmisiones se ubican en el Cerro del Cubilete en Silao. Desde diciembre del 2008 (aunque de forma irregular), ha empezado a dar transmisión para la TDT. Fue hasta el 23 de febrero de 2015 cuando iniciaron sus transmisiones y contenidos en alta definición.
Es el único canal de televisión gubernamental cultural en proporcionar 46 repetidoras individuales a cada uno de los municipios; en lugar de tener repetidoras por área, como en otros estados.

## Historia
| 5 de diciembre de 1979   | Según la propuesta de la Dirección General de Radio y Televisión y Cinematografía y el entonces Gobernador del Estado, Enrique Velasco Ibarra; acordaron un convenio para regionalizar la programación, producción, y transmisión de Televisión Rural de México TRM), por lo que se estableció un centro de producción y transmisión denominado TV Productora de Guanajuato. |
| 26 de septiembre de 1980 | Se crea TV Productora de Guanajuato, funcionando como Organismo Público Descentralizado. |
| 7 de septiembre de 1981  | TV Productora sale al aire por la Red Regional de TRM, durante una hora diaria de lunes a viernes de 20:00 a 21:00 horas, después se extiende a sábados y domingos. |
| 15 de septiembre de 1982 | Se realizan las emisiones de prueba en el canal 4, con la transmisión del III Informe de Gobierno del Lic. Enrique Velasco Ibarra. |
| 20 de noviembre de 1983  | Inician las transmisiones de radio FM, también a cargo de TV Productora. |
| 26 de abril de 1983      | Por Decreto Gubernamental TV Productora de Guanajuato se convirtió en Radio y Televisión de Guanajuato (RTG). |
| 27 de abril de 1999      | La infraestructura y señal de Radio se delegó a la Universidad de Guanajuato, al igual que su administración, dirección y seguimiento. |
| 25 de junio de 2001      | Se estructura la Organización de Radio-Televisión de Guanajuato para modificar su denominación a Unidad de Televisión del Estado de Guanajuato, (UTEG) y hacerla congruente con la Ley Orgánica del Poder Ejecutivo para el Estado de Guanajuato. |

## Logotipo
El logotipo de TV4 Cuatro consiste en un cuadrado con puntas redondeadas hecho de cuatro barras horizontales, con los siguientes colores de arriba abajo: rojo, naranja, verde, y azul. Encima, se dispone un sencillo número cuatro en color blanco. En el 2011, convirtió el logotipo en un cubo, donde cada cara tiene un número 4 inscrito, siguiendo la secuencia original. En 2016, cambió por un logotipo completamente blanco formado por dos hexágonos, uno interior con las puntas puestas en los apotemas del hexágono del exterior. En el medio de los dos, tiene un dígito 4.

## Programación
Su programación perfila en noticias, cultura y deportes del estado de Guanajuato. Ha transmitido partidos de fútbol del Club León antes de su presencia en televisión; partidos de baloncesto de las Abejas de León, equipo perteneciente a la Universidad de Guanajuato; y es la televisora oficial del Rally de Automovilismo W2R. Transmitió los Olimpiadas de Invierno Sochi 2014 y los Juegos Olímpicos Río 2016 y Paralímpicos Río 2016 en conjunto con Una Voz Con Todos del SPR, Canal 22 y La Red de Radiodifusoras y Televisoras Educativas y Culturales de México.

### Media 4 y Expresa 4
En 2015, TV Cuatro inicia pruebas para multiprogramar su señal a través de dos canales de nombre Media 4 y Expresa 4; canales que tendrían contenido original propio. Por ser primeras ciudades autorizadas, la multiprogramación inició en Manuel Doblado, Yuriria y Moroleón. El 14 de febrero de 2017 TV Cuatro inicia la multiprogramación de su canal digital 4.1 a nivel estatal; surgiendo dos señales más:
- Media 4; es la misma señal de TV Cuatro, con una hora de atraso. Por su programación, también es conocido como "TV4 Cultura", transmitiendo caricaturas de Japón, de la Fundación Japón y eventos artísticos variados. Transmite a través del canal virtual 4.2.
- Expresa 4; es la misma señal de TV Cuatro, con dos horas de atraso. Por su programación, también es conocido como "TV4 Deportes", y es el canal asignado para los encuentros de fútbol, básquetbol, béisbol y voleibol, entre otros; algunos partidos también van por el canal 4.1 en vivo. Transmite a través del canal virtual 4.3.

## Estaciones retransmisoras
Por disposición oficial y siendo canal regional; el canal virtual asignado para esta cadena es el 4.1 a nivel estatal; antes de esta asignación, todos los canales estaban entre el canal 40 y el canal 49.
| Distintivo | Canal Digital (ATSC) | Poblaciones obligatorias a servir                 |
| ---------- | -------------------- | ------------------------------------------------- |
| XHLEG-TDT  | 47                   | León, Ciudad Manuel Doblado, Yuriria y Moroleón   |
| XHGAC-TDT  | 50                   | Acámbaro                                          |
| XHGAT-TDT  | 24                   | Atarjea                                           |
| XHCLT-TDT  | 30                   | Celaya                                            |
| XHGCO-TDT  | 39                   | Comonfort                                         |
| XHGCN-TDT  | 24                   | Coroneo                                           |
| XHDLG-TDT  | 45                   | Dolores Hidalgo Cuna de la Independencia Nacional |
| XHGDM-TDT  | 24                   | Doctor Mora                                       |
| XHATO-TDT  | 45                   | Guanajuato Capital                                |
| XHGHU-TDT  | 50                   | Huanímaro                                         |
| XHGJE-TDT  | 31                   | Jerécuaro                                         |
| XHGPE-TDT  | 21                   | Pénjamo                                           |
| XHGSA-TDT  | 31                   | Salvatierra                                       |
| XHGDU-TDT  | 30                   | San Diego de la Unión                             |
| XHGSF-TDT  | 33                   | San Felipe                                        |
| XHGJI-TDT  | 43                   | San José Iturbide                                 |
| XHGLP-TDT  | 25                   | San Luis de la Paz                                |
| XHSMA-TDT  | 24                   | San Miguel de Allende                             |
| XHGSC-TDT  | 45                   | Santa Catarina                                    |
| XHGJR-TDT  | 50                   | San José de Juventino Rosas                       |
| XHGMV-TDT  | 35                   | Santiago Maravatío                                |
| XHGTD-TDT  | 36                   | Tarandacuao                                       |
| XHGTA-TDT  | 50                   | Tarimoro                                          |
| XHGTI-TDT  | 23                   | Tierra Blanca                                     |
| XHGVK-TDT  | 27                   | Victoria                                          |
| XHGXI-TDT  | 22                   | Xichú                                             |